# آرنه كنودسن
آرنه كنودسن (بالنرويجية البوكمول: Arne Knudsen)‏ هو لاعب جمباز فني نرويجي، ولد في 24 مايو 1923، وتوفي في 19 فبراير 2010.

## وصلات خارجية
- آرنه كنودسن على موقع أوليمبيديا (الإنجليزية)